# فرودگاه ویج
فرودگاه ویج (به انگلیسی: Uíge Airport)  یک فرودگاه همگانی  با کد یاتا UGO است که یک باند فرود آسفالت دارد و طول باند آن ۲۰۰۰ متر است. این فرودگاه در  کشور آنگولا قرار دارد و در ارتفاع ۸۲۹ متری از سطح دریا واقع شده است.